# Las chicas
Muchachas (en ruso: Девчата, romanizado: Devchata) o las chicas es una comedia romántica soviética rodada en los estudios de cine Mosfilm en 1961, dirigida por Yuri Chuliukin y basada en una historia del mismo título de Boris Bedny. La película se estrenó en la Casa Central de Cine (TsDK) de Moscú el 7 de marzo de 1962, en vísperas del Día Internacional de la Mujer.

## Argumento
Es una comedia romántica ambientada en un campo maderero aislado, a finales de la década de 1950. Una joven con coletas, Tosia que acababa de graduarse en la Escuela Culinaria de Simferópol (Crimea) llega a un pequeño campamento siberiano donde trabajará y vivirá con leñadores y se une a un grupo de mujeres que ocupan diversos trabajos y comparten la misma cabaña. Tosia es asignada como cocinera del campamento.
Una vez en su dormitorio, se prepara alegremente una merienda de té y una gran rebanada de pan untada con mermelada; todo de la reserva de alimentos de sus compañeras de cuarto. Cuando las otras cuatro chicas regresan después de un día de trabajo, generalmente se sienten cautivadas por la juventud y el buen carácter de Tosia. Sin embargo, una de ellas está molesta porque está comiendo su comida sin permiso y se produce una pelea. Cuando su compañera de dormitorio hace algunos comentarios groseros, Toska le arroja una bota a la cabeza sin dudarlo. Tosia y sus compañeras de cuarto van juntas al salón de baile.
Mientras tanto, dos grupos de leñadores entablan una disputa amistosa; uno acaba de perder su posición como el más productivo del campo, y sus retratos están siendo retirados del «muro de honor» por un oficial, quien los reemplaza por fotografías del grupo rival. Los líderes de los dos grupos juegan a las damas y, para concentrarse, Ilya, el líder de su grupo, pide que apaguen la música. Un acompañante muy alto e imponente cumple su orden. Sin embargo, Tosia, que ahora disfruta del baile, marcha hacia el fonógrafo y vuelve a poner la música. Ilya pide que se apague la música y Tosia, para diversión de los espectadores, parece dispuesta a luchar contra él para que la música siga sonando. Impresionado por la tenacidad de Tosia, Ilya se le acerca y la invita a bailar. Después de decirle que primero tire el cigarrillo y se quite el gorro, ella le dice que no quiere bailar con «su tipo».
Tras este episodio, Ilya apuesta con Filya, el líder del grupo rival, que en una semana podrá ganarse el corazón de Tosia. El ganador se llevara el gorro de pieles del otro. Ilya y su pandilla rápidamente hacen un plan, primero insultarán las habilidades culinarias de Tosia para derribarla. Arrojan dramáticamente el estofado de Tosia a la nieve, diciendo que es incomestible y haciéndola llorar. A pesar de los malos tratos, Tosia lleva un poco de sopa de champiñones a los hombres unos días después a su lugar de trabajo en el bosque. Los hombres hambrientos ya no pueden resistir, e Ilya y Tosia comienzan a mostrar un verdadero afecto el uno por el otro. También nos enteramos de que Tosia es huérfana y que Ilya está interesada en explorar formas de aumentar la productividad de la operación maderera a través de nuevas técnicas y tecnologías.
Una noche, la compañera de dormitorio de Tosia, Anfisa, les revela a las otras chicas la apuesta que ha hecho Ilya, y hay un debate sobre si darle la noticia a Tosia. Las otras chicas quieren mantener viva la fe de Tosia en los hombres y el amor. Sin embargo, cuando Ilya invita a Tosia a un gran baile, las chicas deciden que deben decirle la verdad. Es una escena desgarradora, especialmente cuando Tosia pregunta en voz baja: «¿Y la apuesta era solo por un gorro?» En cuestión de minutos, su desesperación se convierte en indignación y se marcha al baile. Cuando llegan al baile, después de que ella llamara a Filya, le pregunta sin rodeos si hubo alguna apuesta, y cuando él admite tímidamente que sí, ella agarra el sombrero de Filya y se lo pone en las manos a Ilya. Luego sale corriendo hacia la noche (sin abrigo) y llora detrás de una pila de troncos mientras Ilya la busca y grita su nombre. En las semanas siguientes, Ilya intenta convencerla de que la apuesta fue solo una broma estúpida, que lo siente y que realmente la ama. Pero Tosia no se dejará convencer fácilmente.
Sin embargo, finalmente, durante una escena en la que todo el campamento está colaborando para construir su propia casa para una pareja de recién casados, Tosia e Ilya se encuentran en un ático, cada uno con una caja de clavos. Este simple momento lleva a su reconciliación, y los dejamos acurrucados afuera en un tronco, explorando con coquetería un primer beso y hablando sobre su futuro.

## Elenco
- Nadezhda Rumiantseva como Tosia
- Nikolái Rybnikov como Ilya
- Liusiena Ovchinnikova como Katia
- Stanislav Jitrov como Filia
- Inna Makarova como Nadia
- Svetlana Druzhinina como Anfisa
- Nina Menshikova como Vera
- Nikolái Pogodin como Sasha
- Mijaíl Pugovkin como el comandante
- Anatoli Adoskin como Dementiev
- Viktor Bajkov como Ksan Ksanich
- Roman Filippov como Vasia
- Alekséi Krychenkov como Aliosha
- Piotr Kiriutkin

## Producción

### Selección de actores
Al prepararse para la película, Yuri Chuliukin prometió el papel de Tosia a su esposa la actriz Natalia Kustinskaya. Esta comenzó a prepararse seriamente para la audición y esperó la decisión del consejo artístico. Después de un tiempo, se enteró por un director de fotografía a quien conocía que la película ya había comenzado a filmarse y que Nadezhda Rumiantseva había sido seleccionada para interpretar el papel principal. Chulyukin se justificó diciendo que el consejo artístico consideraba a Kustinskaya demasiado hermosa para el personaje de Tosia, y como compensación le ofreció el papel de Anfisa, pero Kustinskaya se negó. El personaje de Tosia en el guion tiene dieciocho años sin embargo, en el momento de filmar, la actriz Rumyantseva ya había cumplido los treinta. Tal como lo planeó el director, en la película Ilya parece mucho mayor que Tosia, pero en realidad los actores que los interpretan tienen la misma edad. Vera Rumyantseva descubrió todo el guardarropa de Toska Kislitsyna: la actriz afirmó en sus memorias que vio la ropa que usaba su conocida, una niña adoptiva en un hogar de niños.
Originalmente, los actores Viacheslav Shalevich y Yuri Belov audicionaron para el papel de Ilya, en un principio se seleccionó a Vladímir Treshchalov para el papel masculino principal, pero llegó una orden para contratar al actor Nikolái Ribnikov, quien antes de la película había hecho una destacada interpretación del protagonista en la película The Height. A Rybnikov le gustó mucho el papel y, para parecer más joven, perdió específicamente 20 kg. Quería que su esposa, Alla Larionova, interpretara a Anfisa. Pero Svetlana Druzhinina ya había sido seleccionada para este papel, y Chuliukin decidió no cambiar de actriz. Debido a esto, durante el rodaje, la socialización de Rybnikov con Druzhinina fue escasa. Para el papel del inspector de distrito, el director invitó a su viejo amigo y excompañero de clase, Vladímir Gusev, sin hacer pruebas de pantalla, pero él se negó.
La película supuso el debut cinematográfico del director Mijaíl Kokshenov quien hizo un pequeño cameo en la película donde interpretó al leñador que de un trago se bebe toda una jarra de agua.

### Localizaciones
El pueblo de leñadores se filmó en los pabellones de Mosfilm y Mosfilmovskaya Street, donde se plantaron unos trescientos árboles y se construyó un paisaje de pueblo con el letrero «Lespromkhoz». La filmación real comenzó en los Montes Urales en el área de Chusovói en el pueblo de Bobrovka (en el episodio en el que los personajes examinan un periódico con la foto de Ilya, su nombre «trabajador de Chusovskói» es claramente visible) en el Óblast de Perm. Sin embargo, dado que filmar a treinta grados bajo cero resultó ser extremadamente difícil, después de algunas escenas cortas, el equipo continuó trabajando en la industria maderera en la localidad de Oleninsky del óblast de Tver, y terminaron la filmación en Yalta. Filmar escenas de invierno en el clima cálido de agosto fue muy molesto para los actores que tenían que usar abrigos de piel de oveja junto con gorros de invierno.
La escena del tren se rodó en el Óblast de Riazán en el tramo entre las estaciones de Spas-Klepiki y Pilevo.

### Música
La canción «Старый клён» ("Viejo arce") fue escrita por el poeta Mijaíl Matusovski y la compositora Aleksandra Pajmutova e interpretada por los actores Liusiena Ovchinnikova y Nikolái Pogodin. En la película también se reproduce la canción «Хорошие девчата» ("Buenas chicas") de los mismos autores. Las canciones de la película fueron lanzadas en discos por Aprelevka y otras compañías y, a partir de mediados de la década de 1960, por la firma Melody.

### Secuela
A finales de la década de 1990, Svetlana Druzhinina (quien interpretó el personaje de Anfisa) expresó en una entrevista su deseo de hacer una secuela de la película, pero el proyecto no se concretó.

## Estreno
El estreno de la película se llevó a cabo el 7 de marzo de 1962 en la Casa Central de Cine (RDC) en Moscú. Al estreno asistieron todos los que habían participado en la realización de la película, excepto la actriz Inna Makarova, quien interpretó el papel de Nadia. Se mostró ofendida por el hecho de que, en el proceso de edición, el director eliminó la escena en la que su personaje, aunque «pronto cumplirá veintiocho años, y a esta edad te conformarás con cualquiera», se separa de su novio Ksan Ksanych a quien ella no amaba.
Las autoridades soviéticas describieron la comedia como «demasiado mundana y ligera para la pantalla soviética», por lo que se asignó una tercera categoría de alquiler a la película. Pero al público y a los críticos les gustó la película de inmediato y se convirtió en uno de los líderes de la distribución de películas soviéticas. En 1962, año de su estreno en la URSS, fue vista por casi treinta y cinco millones de personas.

## Premios
- 1962 - Premio a Mejor Actriz a Nadezhda Rumyantseva en el Festival Internacional de Cine de Mar del Plata (Argentina). Los periódicos extranjeros describieron a la actriz como «Charlie Chaplin con falda», y los italianos la apodaron como la Giulietta Masina rusa.[1][2]
- 1962 - Diploma de honor del Festival Internacional de Cine de Edimburgo (Escocia).[1][2]
- 1962 - Diploma de Honor del Jurado de Padres y Alumnos del Festival Internacional de Cine para la Juventud de Cannes.[1][2]